# Joc video side-scroller

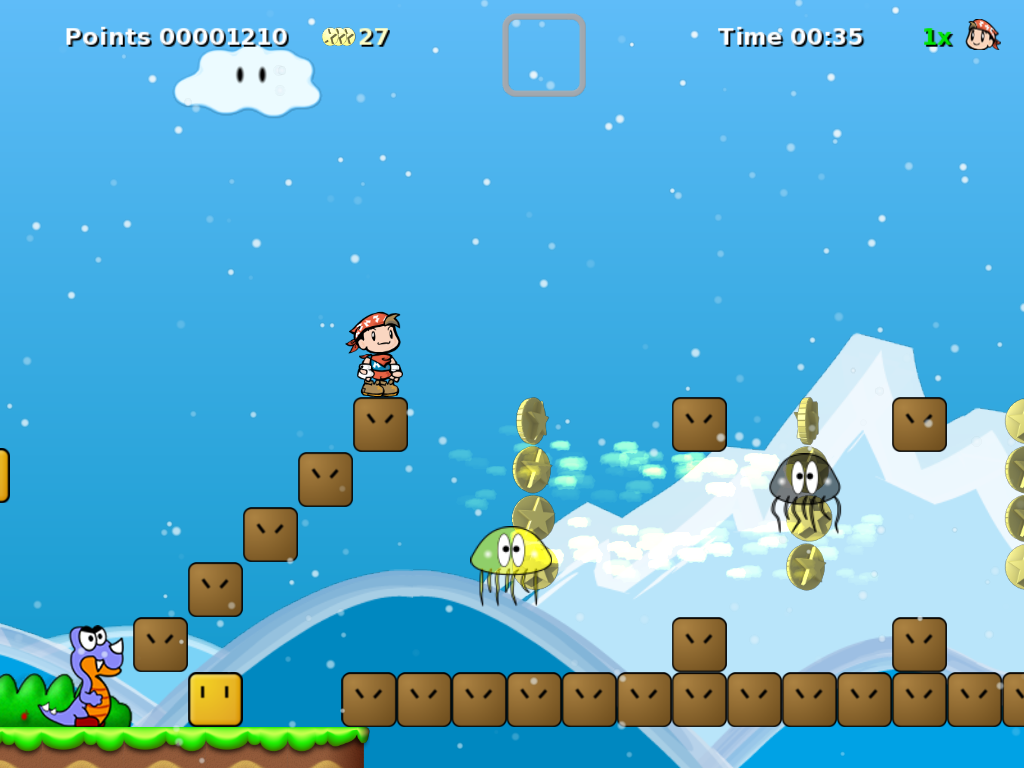
Secret Maryo Chronicles este un joc video open-source, de tip platformer 2D, care se inspiră puternic din clasicul Super Mario Bros. Dezvoltat inițial de Florian Richter, jocul oferă jucătorilor o experiență familiară și nostalgică, în care personajul principal, Maryo, navighează prin diverse niveluri pline de obstacole, inamici și power-up-uri. Jocul se remarcă prin grafica sa colorată, designul nivelurilor ingenioase și accesibilitatea sa, fiind disponibil gratuit pentru multiple platforme. Cu o comunitate activă care contribuie la dezvoltarea sa continuă, Secret Maryo Chronicles rămâne un omagiu apreciat adus clasicelor jocuri de platformă.

Un joc video side-scroller este un tip de joc video în care acțiunea se desfășoară într-un cadru bidimensional și se deplasează orizontal de la stânga la dreapta (sau invers). Termenul provine de la modul în care ecranul "derulează" (eng. scroll) în timp ce jucătorul își controlează personajul prin diferite nivele. Aceste jocuri sunt adesea asociate cu platforme de jocuri clasice și au avut un impact semnificativ asupra industriei de jocuri video.

## Istorie

### Primii ani
Primele jocuri side-scroller au apărut la sfârșitul anilor '70 și începutul anilor '80. Unul dintre primele jocuri notabile din acest gen a fost "Defender" (1980) de la Williams Electronics, un shooter care a introdus ideea de mișcare orizontală continuă. Jocurile timpurii aveau o grafică simplă și un gameplay limitat, dar au pus bazele pentru ceea ce avea să devină un gen foarte popular.

### Epoca de Aur
Anilor '80 și '90 au reprezentat perioada de aur a jocurilor side-scroller, cu titluri clasice lansate pe diverse console și arcade. "Super Mario Bros." (1985) de la Nintendo a fost un punct de cotitură major, popularizând genul și demonstrând potențialul său comercial. Alte jocuri notabile din această perioadă includ "Sonic the Hedgehog" (1991) de la Sega, "Metroid" (1986) și "Castlevania" (1986), care au adus complexitate și profunzime gameplay-ului.

### Evoluția tehnologică
Pe măsură ce hardware-ul a avansat, jocurile side-scroller au beneficiat de grafici mai bune, sunet îmbunătățit și design de niveluri mai sofisticat. Introducerea consolelor de 16-biți, cum ar fi Super Nintendo Entertainment System (SNES) și Sega Genesis, a permis dezvoltarea unor titluri cu grafică și sunet mult mai avansate. "Donkey Kong Country" (1994) este un exemplu notabil al progresului tehnologic, cu grafică pre-randată care a stabilit noi standarde vizuale pentru gen.

## Gameplay

### Mecanici de bază
Jocurile side-scroller au, în general, mecanici de joc simple, dar eficiente. Jucătorul controlează un personaj care poate sări, alerga și interacționa cu mediul înconjurător. Scopul principal este de a naviga prin nivele și de a ajunge la sfârșitul acestora, evitând obstacolele și eliminând inamicii. Multe jocuri includ power-up-uri care oferă abilități temporare sau permanente personajului principal.

### Varietăți de gameplay
Există mai multe sub-genuri de jocuri side-scroller, fiecare cu propriile sale caracteristici unice:
- Platformer: Concentrat pe sărituri și navigare prin nivele (ex. "Super Mario Bros.").
- Shooter: Concentrează pe combaterea inamicilor cu arme de foc (ex. "Contra")./
- Beat 'em up: Jucătorul se luptă cu valuri de inamici folosind atacuri fizice (ex. "Streets of Rage").
- Metroidvania: Un hibrid între platformer și jocuri de explorare, cu un accent pe dobândirea de noi abilități pentru a accesa zone noi (ex. "Metroid", "Castlevania: Symphony of the Night").

### Designul nivelurilor
Designul nivelurilor în jocurile side-scroller este esențial pentru a oferi o experiență de joc captivantă. Nivelurile sunt adesea structurate pentru a oferi un echilibru între provocări și recompense, cu secțiuni variate care testează abilitățile jucătorului. Obstacolele, inamicii și power-up-urile sunt plasate strategic pentru a menține un flux constant de acțiune și explorare.

## Impactul cultural și influența
Jocurile side-scroller au avut un impact profund asupra culturii populare și a industriei de jocuri video. Personaje iconice precum Mario, Sonic și Samus Aran au devenit figuri emblematice, recunoscute de milioane de oameni din întreaga lume. Succesul acestor jocuri a inspirat numeroși dezvoltatori și a condus la crearea unor francize durabile care continuă să fie populare și astăzi.

## Jocuri side-scroller moderne
Deși popularitatea jocurilor side-scroller a scăzut în comparație cu epoca de aur, genul nu a dispărut. În ultimii ani, am asistat la o renaștere a interesului pentru jocurile side-scroller, în mare parte datorită dezvoltatorilor independenți. Titluri precum "Shovel Knight" (2014), "Hollow Knight" (2017) și "Celeste" (2018) au demonstrat că există încă un public larg pentru aceste jocuri, oferind experiențe de joc inovatoare și provocatoare.

## Concluzie
Jocurile video side-scroller au jucat un rol crucial în evoluția industriei de jocuri video, influențând designul și dezvoltarea jocurilor pe parcursul decadelor. Cu rădăcini adânc înfipte în istoria jocurilor video și cu o influență culturală semnificativă, aceste jocuri continuă să fie apreciate pentru gameplay-ul lor accesibil și captivant. În timp ce tehnologia și preferințele jucătorilor evoluează, jocurile side-scroller rămân o parte esențială a peisajului jocurilor video.